# Geastrum fenestratum
Geastrum fenestratum är en svampart som först beskrevs av August Johann Georg Karl Batsch, och fick sitt nu gällande namn av Lloyd 1901. Geastrum fenestratum ingår i släktet jordstjärnor och familjen jordstjärnor.   Inga underarter finns listade i Catalogue of Life.